# کامینوکا، توچیگی
کامینوکا، توچیگی (به لاتین: Kaminokawa, Tochigi) یک منطقهٔ مسکونی در ژاپن است که در استان توچیگی واقع شده‌است. کامینوکا ۵۴٫۳۹ کیلومتر مربع مساحت و ۳۱٬۰۲۴ نفر جمعیت دارد.